# Ребеки, Франсуа Трофим
Франсуа Трофим Ребеки (фр. François Trophime Rebecqui, в некоторых источниках встречается транскрипция Ребекки; 2 сентября 1744, Марсель — 1 марта 1794, Марсель) — марсельский негоциант, деятель Великой французской революции, депутат Конвента, жирондист. Покончил жизнь самоубийством, утопившись в море.

## Биография
Участвовал в беспорядках в Провансе в 1789 году. В 1790 году стал главой департамента Буш-дю-Рона; был назначен комиссаром в Авиньон, когда Франция аннексировала этот город в 1791 году. Из-за своего излишнего революционного пыла предстал перед орлеанским судом, но получил оправдательный приговор.
Выиграл депутатские выборы в Конвент от Буш-дю-Рона. В Париже примкнул к жирондистам, но проголосовал за казнь Людовика XVI. Следуя указаниям Шарля Барбару и мадам Ролан, 8 апреля 1793 года выступил перед Конвентом и обвинил Робеспьера в стремлении к диктатуре. Хотя Ребеки сам подал в отставку, 2 июня его включили в список депутатов-жирондистов, исключённых из Конвента.
Ребеки бежал из Парижа на юг Франции, где пытался организовать движение против Конвента. В 1794 году утопился в море, узнав о гибели своих друзей-жирондистов в Париже и убедившись, что его собственные действия в Марселе лишь помогают контрреволюционным силам.